# 牂州
牂州，隋朝初年设置的州。
治所在牂柯县（今贵州省黄平县西北）。辖境相当今贵州省西部、广西壮族自治区西北部和云南省东部。大业三年（607年），改牂柯郡。唐朝武德三年（620年）复为牂州，移治今贵州省瓮安县东北草塘。永徽后废。